# Kościół św. Jana Chrzciciela w Goszkowie
Kościół pw. św. Jana Chrzciciela w Goszkowie – zabytkowy kościół filialny we wsi Goszków parafii św. Chrystusa Króla w Witnicy.

## Opis
Kościół salowy zbudowany bez chóru w drugiej połowie XIII w. z kamieni granitowych, z neogotycką ceglaną wieżą zachodnią dobudowaną 1893 r. Główny portal wejściowy podwójnie schodkowany, ostrołukowy. Dwa portale boczne w ścianie południowej. W ścianie szczytowej wschodniej trzy wąskie ostrołukowe okna, w szczycie ostrołukowe blendy. W ścianie północnej znajdują się dwa okna w stanie pierwotnym, reszta poszerzona później. Wnętrze nawy ok. 20,50 m × 9,20 m, grubość murów ok. 1,30 m. Wewnątrz ołtarz z początku XVII w. Działka kościelna wygrodzona murem kamiennym, z bramą, obsadzona lipą i kasztanowcem, pierwotna nekropolia została zniwelowana. Po zachodniej stronie znajduje się dawna zagroda pastora, wygrodzona murem oporowym.

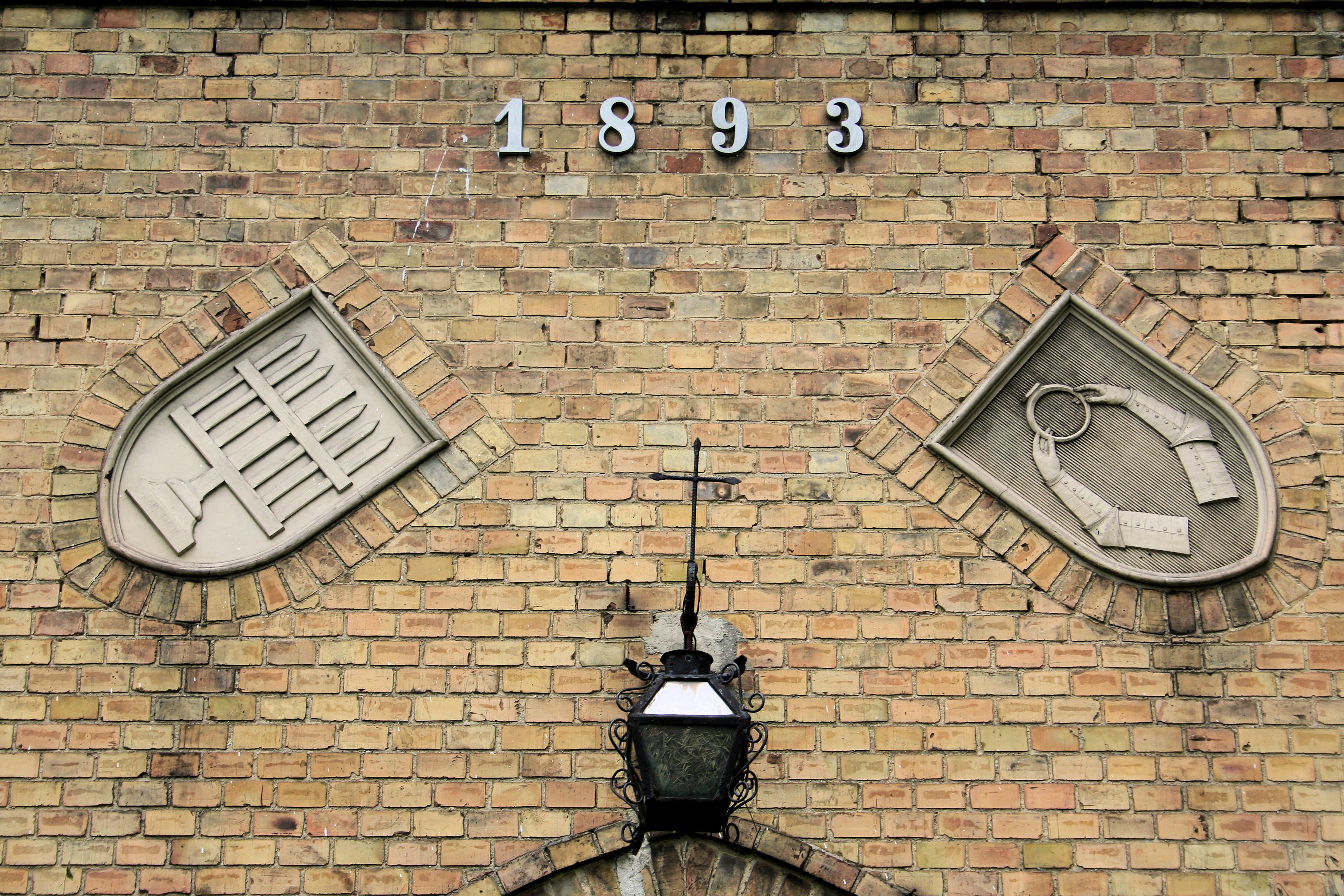
Herby Levetzow (L), Oertsen (P) na wieży
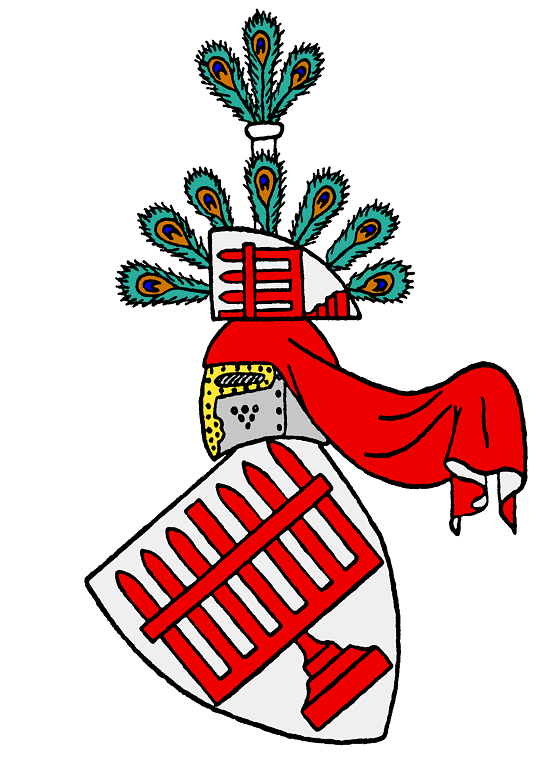
Herb von Levetzow
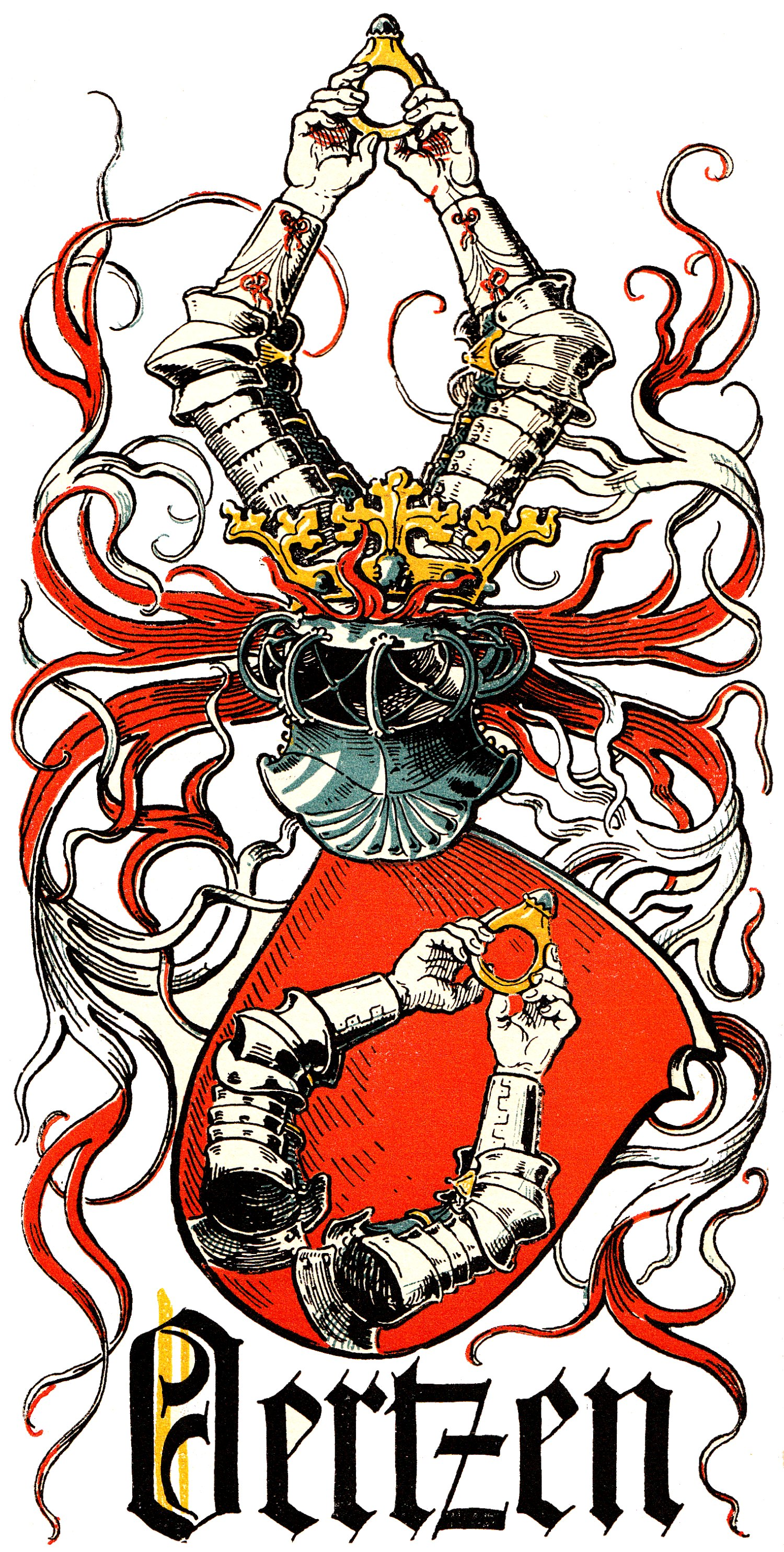
Herb von Oertsen